# 圣约翰教堂 (赫尔辛基)

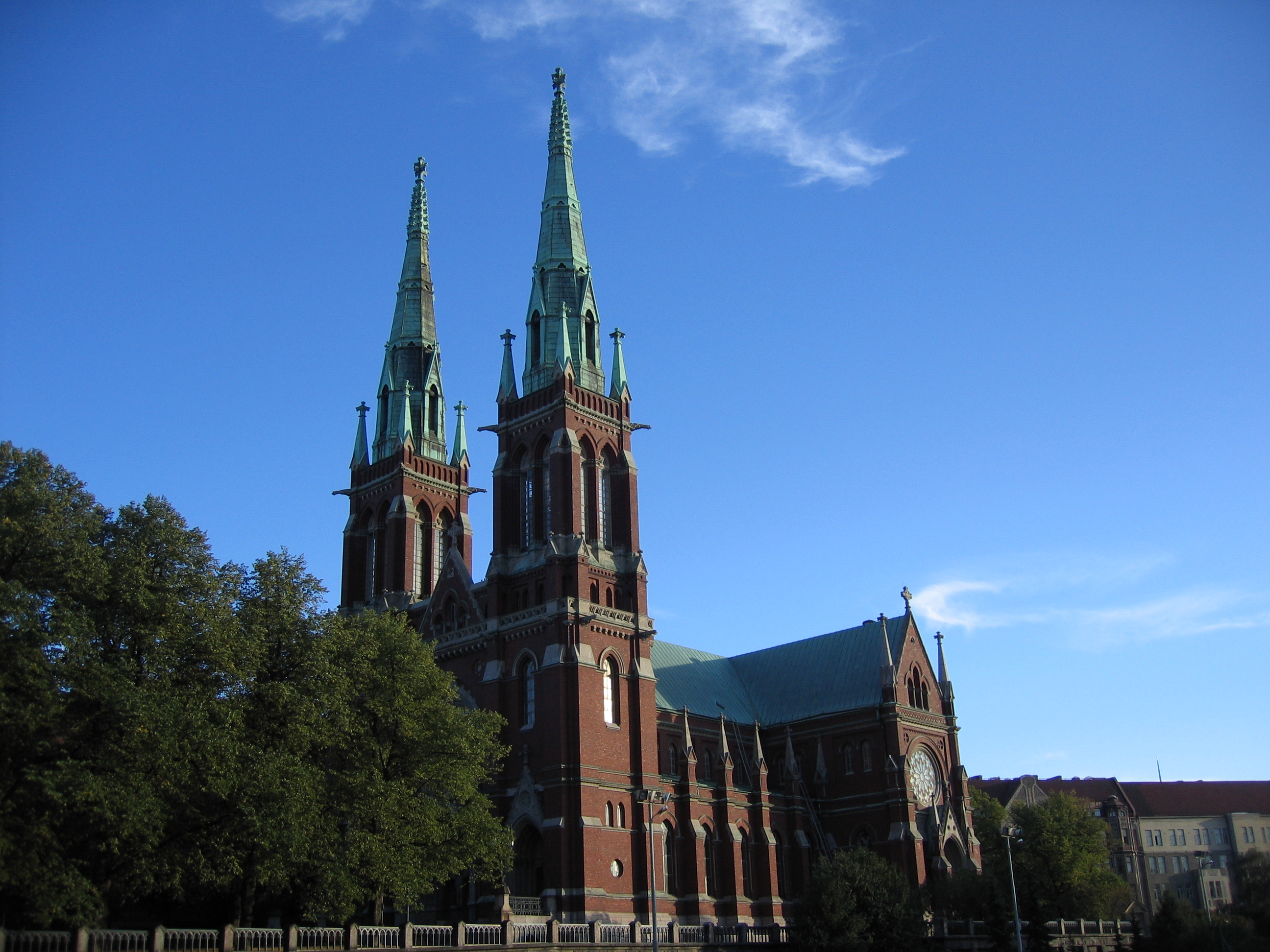
赫尔辛基圣约翰教堂

赫尔辛基圣约翰教堂（芬兰语：Johanneksenkirkko，瑞典语：Johanneskyrkan）是芬兰首都赫尔辛基的一座路德会教堂，由瑞典建筑师设计，哥特复兴风格。按照容量，它是芬兰最大的石砌教堂。
圣约翰教堂位于赫尔辛基的Ullanlinna区，兴建于 1888 -1893年，是赫尔辛基的第三座路德会教堂，也是最大的一座。双塔高74米，有2,600个座位，音响效果极佳，因此会在此举办大型音乐会。祭坛装饰画《神圣的启示》表现保罗的悔改，作者埃罗·耶内费尔特是让·西贝柳斯的内弟。 
许多世纪以来，位于山坡上的圣约翰教堂一直是举行仲夏篝火的地方（在芬兰也称为“约翰节”） 。 